# Загір'я (Червенський район)
Загір'я (біл. вёска Загор'е) — село в складі Червенського району Мінської області, Білорусь. Село підпорядковане Смиловичівській селищній раді, розташоване в центральній частині області.